# Gene Viale
Gene Viale (* 1946) ist ein US-amerikanischer Gospelsänger.

## Karriere
Er startete seine professionelle Gospelkarriere 1964, als er den James Cleveland Singers beitrat. Damit wurden sie zur ersten integrierten Gospelgruppe, denn Viale war ein Weißer. Nach seinem Armeedienst 1965 nahm er Platten mit verschiedenen Gruppen und Chören auf und ging mit ihnen auf Tournee. Er trat vor hauptsächlich afroamerikanischen Publikum auf, darunter auch im berühmten Apollo Theater in New York.
Sein erstes Soloalbum nahm er 1968 für Checker Records, einem Sublabel von Chess Records auf. (What Color is God? Checker LP 10054) Durch Wechsel im Management von Checker kam es nie zu einer zweiten LP. Einige Lieder, die für die LP vorgesehen waren, können auf "Gene Viale-The Early Years" gefunden werden.
In den 1970er-Jahren ging er in Europa auf Tournee und erreichte mit seinen Auftritten und Gospel Menschen unterschiedlichen Glaubens. Im Jahr 2007 trat er in Simbabwe und der Republik Südafrika auf. Mit den meisten Größen der Gospelmusik hatte er Auftritte und Plattenaufnahmen, so mit Miss Albertina Walker-The Caravans, Mahalia Jackson, Doris Akers, Sondra Crouch und anderen.

## Diskografie
- What Color is God?
- A Light to This World
- The Only Hope

## Veröffentlichungen
- I Remember Gospel – And I Keep on Singing. AuthorHouse, 2010, ISBN 978-1-4490-7681-8 (Autobiographie).